# 阿里楚克 (亞利桑那州)
阿里丘克（英語：Ali Chuk）是位於美國亞利桑那州皮馬縣的一個人口普查指定地區。根據2010年美國人口普查，該地共人口500人，而該地的面積約為3.73平方千米。

## 地理
阿里丘克的座標為31°49′01″N 112°33′30″W / 31.81694°N 112.55833°W，而該地最高點為海拔高度537米（即1762英尺）。